# رولاند راتزنبرجر
رولاند راتزنبرجر (بالألمانية: Roland Ratzenberger) (و. 1960 – 1994 م) هو سائق فورمولا 1 نمساوي، ولد في سالزبورغ، شارك في لو مان 24 ساعة، توفي في بولونيا، عن عمر يناهز 34 عاماً، بسبب كسر قاع الجمجمة.